# Berliet AC
Der Berliet AC, auch 15CV genannt, war ein leichter französischer Lastkraftwagen des Fahrzeugherstellers Berliet in Lyon aus der Zeit vor dem Ersten Weltkrieg.

## Geschichte, Technik
Der Berliet AC wurde von etwa 1908 bis 1911 gebaut. Zwei dieser Wagen wurden 1911 für die französische Armee gekauft und gründlich erprobt.
Das Modell hatte einen wassergekühlten Vierzylindermotor mit 2413 cm³ Hubraum (Bohrung 80 mm, Hub120 mm), Leistung 15 effektive PS bei 1000/min. Dieser Motor war auch im zur gleichen Zeit gebauten Pkw Berliet BD2 eingebaut. Das Getriebe hatte drei, später vier Vorwärtsgänge, dazu einen Rückwärtsgang. Der Radstand betrug wahlweise 2,70 oder 3,00 m für Omnibusse, für Lkw-Ausführungen 3,64 m zumindest im Jahr 1911. Das Leergewicht betrug 2,1 Tonnen, die Nutzlast zwei Tonnen. Die Vollgummireifen maßen 930 × 120 mm. Der Antrieb auf die Hinterachse erfolgte über Ketten.

## Varianten
Es gab Fahrzeuge mit Omnibusaufbau mit Sitzen für acht oder zehn Personen, daneben einen neunsitzigen Ausflugbus (Charabanc). Letzterer zeichnete sich häufig dadurch aus, dass in der Mitte über den Kühler ein dritter Scheinwerfer montiert war. Seine Bezeichnung „car alpin“ deutet darauf hin, dass er vor allem gedacht war, um im Alpengebiet Touristen zu befördern.